# Rimsko Carstvo
Rimsko Carstvo je uobičajeni naziv za rimsku državu nakon što ju je preustrojio Oktavijan August u zadnja 3 desetljeća prije Krista.
Iako je Rim imao carstvo stoljećima prije Augustove samovlade, predaugustovska država se obično naziva Rimska Republika.
Rimsko Carstvo je upravljalo svim heleniziranim državama na Sredozemlju, kao i keltskim područjima sjeverne Europe. Najveću teritorijalnu ekspanziju doživjelo je u doba cara Trajana, koji je 114. prisvojio Armeniju i sjevernu Mezopotamiju, a 115. godine osvojio je i Adiabene, Babilon i Ktezifont.
Zadnji rimski car Romul Augustul zbačen je 476. godine, dok je istočnim područjima nastavio vladati car Zenon sa sjedištem u Konstantinopolu.
Istočno Rimsko Carstvo (Bizant) i dalje je postojalo, iako se postupno smanjivalo, sve do 1453. godine, kad je Osmansko Carstvo osvojilo Carigrad.
Kasnije države na zapadu (Franačka i Sveto Rimsko Carstvo) i na istoku (ruski carevi) koristile su rimsko državničko nazivlje sve do modernog doba. Golemo nasljeđe Rimskog Carstva vidi se i danas u zapadnjačkim institucijama, pravu, arhitekturi i mnogim drugim područjima života.

## Uspon Augusta, prvog cara
Kad je propala Rimska Republika (509. pr. Kr. - 31. pr. Kr.), Gaj Oktavijan, Cezarov pranećak, učvrstio je svoj položaj pobjedom nad jedinim preostalim protivnikom, Markom Antonijem, u bitki kod Akcija 31. godine prije Krista.
Dotadašnji su događaji radili u njegovu korist: Rim je zbog građanskog rata bio u kaosu. Osim toga, Rim nije bio spreman prihvatiti vlast despota.
Oktavijan je bio lukav čovjek. Prvo je raspustio vojsku i organizirao izbore. Izabran je na moćan položaj konzula. 
Godine 27. pr. Kr. službeno je vratio vlast rimskom senatu, te je ponudio da se odrekne svoje vojne premoći i vlasti nad Egiptom. 
Ne samo da je Senat odbio njegovu ponudu, nego mu je prepustio i Hispaniju, Galiju i Siriju. 
Malo nakon toga, Senat mu je dodijelio naslov Augusta.
Ipak, August je znao da mu položaj konzula neće donijeti apsolutnu moć. Godine 23. pr. Kr. odstupio je s tog položaja kako bi stekao druga dva. 
Kao prvo, postao je tribun, što mu je omogućilo da saziva senat kad god hoće i određuje predmete za raspravu. 
S obzirom na to da je položaj tribuna tradicionalno bio vezan uz narod, Augustova je moć dodatno narasla. 
Kao drugo, stekao je nove ovlasti u obliku "imperijalne" moći, što je značilo da ima vrhovnu vlast u svim pitanjima teritorijalne uprave. 
Godina 23. pr. Kr. obično se računa kao godina kad je August postao rimski car. Ipak, više je volio građanske naslove Princeps i "Prvi građanin".
Kao car, August je hladnokrvno i efikasno uredio svoje carstvo; njegove su izuzetne sposobnosti velikim dijelom zaslužne što se Rimsko Carstvo održalo tako dugo. 
Uveo je standardizirani novac i poreze; izgradio je birokratsku strukturu od vitezova i slobodnjaka (bivših robova). Vojnicima je uredio mirovine.
Bio je vješt propagandist. Dobio je potporu rimske književnosti kad je postao pokrovitelj pjesnika Horacija, Livija i nadasve Vergilija.
Da se svidi narodu, koristio je igre i posebne događaje koji su slavili njega i njegovu obitelj.
August je osnovao i prve profesionalne vatrogasce na svijetu, te je u Rimu uveo profesionalnu policiju.
Kao apsolutni vladar carstva, imenovao je svog nasljednika. Tako je vratio običaj koji je odbačen još pri osnutku Rimske Republike kao sramotan. 
U početku je to trebao biti Marcel, sin njegove sestre, koji se oženio Augustovom kćeri Julijom. Marcel je umro 23. pr. Kr. zbog trovanja hranom. 
Kasniji su povjesničari tvrdili da je Marcela, kao i razne druge članove carske obitelji, otrovala Augustova žena Livija Drusila, ali to su obična nagađanja.
Nakon Marcelove smrti August je dao kćer Marku Agripi, koji mu je bio desna ruka. 
Iz tog je braka poteklo petero djece, tri sina i dvije kćeri: Gaj Cezar, Lucije Cezar, Julija Mlađa, Agripina Starija i Postum Agripa (ime "Postum" znači da je dijete rođeno nakon očeve smrti). 
August je usvojio dvoje najstarije djece, čime je postalo očito da ih želi kao nasljednike. Pokazao se širokogrudnim i kao očuh, prema Livijinoj djeci iz prvog braka, Germaniku i Tiberiju Klaudiju, nakon što su osvojili velik dio Srednje Europe.
Agripa je umro 12. pr. Kr., a Livijin sin Tiberije se razveo i oženio za Agripinu udovicu. Tiberije je sudjelovao u Augustovoj tribunskoj vlasti, ali ubrzo se povukao. 
Nakon što su i Gaj i Lucije umrli u ranoj dobi (4. n.e. odnosno 2. n.e.), te kako mu je brat Druz umro još ranije (9. pr. Kr.), Tiberije je pozvan natrag u Rim, gdje ga je August posvojio.
August je umro 19. kolovoza 14. godine poslije Krista. Ubrzo ga je senat proglasio bogom i uvrstio u panteon rimskih bogova. Postum Agripa i Tiberije su proglašeni nasljednicima. 
Postum, koji je tada već bio u izgnanstvu, odmah je ubijen. Ne zna se tko je zapovjedio njegovu smrt, ali Tiberije je sada imao odriješene ruke da preuzme istu vlast kakvu mu je imao očuh.

## Augustovi nasljednici: julijevci i klaudijevci

### Tiberije
Prve godine Tiberijeva carevanja bile su mirne. Tiberije je učvrstio moć Rima i obogatio državnu riznicu. Ali ubrzo se zapetljao u mrežu paranoje i kleveta. 
Godine 19. okrivili su ga za smrt njegova nećaka, slavnog Germanika.  Godine 23. umro je njegov vlastiti sin Druz. Tiberije se sve više povlačio u sebe. Sudio je ljudima zbog izdaje i pogubljivao ih. 
Vlast je prepustio Eliju Sejanu, zapovjedniku straže, dok se sam povukao u vilu na otoku Capriju 26. godine. Sejanus je revno nastavio sa smaknućima.  
Nije zanemarivao ni vlastiti položaj: 31. godine je proglašen konzulom zajedno s Tiberijem, te se oženio s Livilom, carevom nećakinjom. 
Tada je i sam zaglavio - careva paranoja, koju je tako spretno koristio u svom interesu, okrenula se protiv njega. Sejan je iste godine osuđen na smrt zajedno sa svojim glavnim pristašama. 
Progoni su se nastavili jednakom žestinom do Tiberijeve smrti 37. godine.

### Kaligula
U vrijeme Tiberijeve smrti, većina ljudi koji su ga mogli naslijediti bila je ubijena. Logični nasljednik (i Tiberijev izbor) bio je njegov pranećak, Germanikov sin Gaj (poznatiji kao Kaligula). 
Kaligula je počeo dobro, jer je prekinuo progone i spalio ujakove zapise. Ali ubrzo je obolio. Kaligula kakvog znamo nakon 37. godine možda je imao padavicu, ali svakako je izgubio razum. 
Njegova je vlast ostala zapamćena po ludostima i besmislenim masakrima. Ubio ga je 41. godine zapovjednik straže, Kasije Hereja. 
Jedini preostali član carske obitelji bio je Tiberijev nećak, Tiberije Klaudije Druz Neron Germanik, poznatiji kao car Klaudije.

### Klaudije
Klaudije je ostao pošteđen možda zato što ga je ostatak obitelji smatrao slabićem i ludom. S druge strane, Klaudije nije bio ni paranoičan kao ujak Tiberije ni lud kao nećak Kaligula, 
pa se čak i pokazao kao sposoban car. Unaprijedio je birokraciju i pojednostavnio pravila o dobivanju građanstva i senatorske časti. Osvojio je Britaniju 43. godine i dodao carstvu neke istočne pokrajine.
U Italiji je izgradio zimsku luku u Ostiji, pa se žito iz drugih dijelova carstva moglo dovoziti i po lošem vremenu.
Bio je manje uspješan kao otac obitelji. Žena Mesalina ga je varala; kad je to saznao, dao ju je smaknuti i oženio se nećakinjom, Agripinom Mlađom. 
Agripina je imala veliku moć nad njim i vjerojatno ga je ubila 54. godine. Klaudije je sljedeće godine proglašen bogom. Na scenu stupa Agripinin sin Lucije Domicije, bolje znan kao Neron.

### Neron
Neron je u početku prepustio vlast majci i učiteljima, pogotovo Luciju Eneju Seneki. S godinama je rasla njegova žeđ za vlašću, pa je pogubio i majku i učitelje. Tijekom Neronove vlasti izbili su ustanci i pobune po čitavom carstvu, 
u Britaniji, Armeniji i Judeji. Ubrzo se pokazala Neronova nesposobnost, pa mu je carska straža okrenula leđa 68. godine, a on je počinio samoubojstvo. 
Godine 69. (koja je poznata kao Godina četiri cara) izbio je građanski rat, a na prijestolju su se na brzinu izmijenili Galba, Oton, Vitelije i Vespazijan. Ovaj posljednji je na kraju godine učvrstio svoj carski položaj.

## Flavijevci

### Vespazijan
Vespazijan je bio izuzetno uspješan rimski general koji je dobio vlast na velikom istočnom području Rimskog Carstva. Podupirao je Galbine carske pretenzije, ali nakon Galbine smrti i sam je postao pretendent na prijestolje. 
Nakon Otonova samoubojstva, Vespazijan je uspio preoteti zimske zalihe žita i tako zauzeo dobar položaj u odnosu na suparnika Vitelija. Vespazijanovi su pristaše 20. prosinca 69. godine uspjeli zauzeti Rim. 
Vitelija su ubili njegovi vlastiti vojnici, a Senat je sljedećeg dana proglasio Vespazijana carem.
Za razliku od julijevaca i klaudijevaca, Vespazijan je slabo mario za Senat. Na primjer, kao datum stupanja na vlast slavio je 1. srpnja, dan kad su ga vojnici proglasili carem, umjesto 21. prosinca, kad je Senat učinio isto. 
U kasnijim godinama je čak izbacivao neposlušnike iz Senata.
Vespazijan je uspio osloboditi Rim financijskih problema u koje je zaglibio zbog Neronove raskoši i građanskih ratova. Velikim povećanjem (ponekad i udvostručenjem) poreza stvorio je višak u riznici i krenuo na velike javne projekte. 
Između ostaloga, naručio je gradnju Koloseuma i izgradio forum s hramom Mira u središtu.
Uspješno je carevao provincijama, a njegovi su generali ugušili pobune u Siriji i Germaniji. Dapače, proširio je granice carstva u Germaniji i Britaniji. Stanovnike Hispanije proglasio je rimskim građanima.
Iako se carska vlast više nije smatrala nasljednom, Vespazijan je inzistirao da ga naslijede njegovi sinovi Tit Flavije i Domicijan. Tit, koji je postigao ratne uspjehe početkom očeve vladavine, činio se glavnim kandidatom, 
dok je Domicijan bio hirovitiji i neodgovorniji. Tit se pridružio ocu kao cenzor i konzul, te mu je pomogao da preustroji senatorsku čast. Vespazijan je umro 79. godine, a Tit je odmah proglašen carem.

### Tit
Titovu kratku vladavinu obilježile su nesreće: 79. godine je Vezuv zatrpao Pompeje, a 80. godine je požar poharao Rim. Ipak, Tit je bio vrlo darežljiv u obnovi, pa je postao omiljen u narodu. 
Ponosio se radom na golemom amfiteatru koji je započeo njegov otac. Koloseum još nije bio ni dovršen kad ga je Tit otvorio 80. godine raskošnom predstavom sa stotinu gladijatora, koja je trajala stotinu dana. 
Zgrada je dovršena tek pod Domicijanom. Tit je umro 81. u 41. godini; govorkalo se da ga je ubio brat.

### Domicijan
Domicijan nije održao bratov i očev ugled. Iako su njegove zločine možda preuveličale kasnije generacije, sigurno je da nije htio dijeliti vlast. Već i prije Domicijana se uobičajilo da car istovremeno drži mnogo položaja ustanovljenih u vrijeme republike (na primjer, položaje cenzora i tribuna), ali te položaje su mogli imati i drugi političari. 
Domicijan je htio sve položaje samo za sebe, čime je pobudio neprijateljstvo Senata i naroda.

## Povjesničari u doba carstva

#### Latinski jezik
Livije - napisao je povijest Rimske Republike, ali pisao je u doba Augusta
Svetonije
Tacit
Amijan Marcelin

#### Grčki jezik
Euzebije Cezarejski
Sozomen

## Književnici u doba carstva
Apulej
Aurelije Augustin
Horacije
Juvenal
Ovidije
Petronije
Vergilije

## Unutrašnje poveznice
- Slavni Rimljani